# 4′33″
4′33″ (pronunciat quatre, trenta-tres) és una obra musical en tres moviments del compositor nord-americà d'avantguarda John Cage l'any 1952. La peça pot ser interpretada per qualsevol instrument o conjunt d'instruments, i a la partitura, amb una única paraula, «Tacet», s'indica a l'intèrpret que ha de guardar silenci i no tocar el seu instrument durant quatre minuts i trenta-tres segons. Encara que comunament es considera que es tracta de «quatre minuts i trenta-tres segons de silenci», alguns teòrics de les avantguardes musicals consideren que el material sonor de l'obra el formen els sorolls que escolta l'espectador durant aquest temps. Amb el pas dels anys, 4′33″ ha esdevingut l'obra més famosa i controvertida de John Cage.

## Història de la composició

### Antecedents i influències
El silenci va jugar un rol fonamental en multitud de treballs de Cage anteriors a 4′33″. Per exemple,el Duet per a Dues Flautes (1934), compost quan Cage tenia 22 anys, obre en silenci, i igualment el silenci va ser un element estructural en algunes de les seves Sonates i Interludis (1946–48), a Música de Canvis (1951) i a Dues Pastorals (1951). El Concert per a piano preparat i orquestra (1951) tanca amb un silenci estès, i Esperant (1952), una peça de piano compost tan sols mesos abans de 4′33″, el formen llargs silencis enquadrant un patró senzill i curt d'ostinato.
La primera vegada que Cage va esmentar la idea d'una peça composta completament de silenci va ser durant una classe l'any 1947 (o 1948) a la Universitat de Vassar, A Composer's Confessions. No obstant això, en aquesta època, Cage sentia que aquest tipus de peça seria «incomprensible en el context occidental», i era refractari a escriure-la. El pintor Alfred Leslie recorda a Cage presentant «una xerrada d'un minut de silenci» enfront d'una finestra cap a finals dels anys 1940, quan va visitar l'Studio 35 a la Universitat de Nova York.
L'any 1951, Cage va visitar la cambra anecoica de la Universitat Harvard. Cage va entrar a la cambra esperant escoltar silenci, però més tard va escriure: «sentia dos sons, un d'alt i un altre baix. Quan els vaig descriure a l'enginyer, em va informar que l'alt era el meu sistema nerviós, i el baix la meva sang en circulació». La realització, tal com la va veure, de la impossibilitat del silenci el va portar a la composició de 4′33″, després que aquell mateix any assistís a una exposició de Robert Rauschenberg al Black Mountain College, on la contemplació d'uns llenços completament blancs li va fer pensar que la música estava quedant-se enrere respecte altres arts visuals i, segons va relatar més tard, li va proporcionar la inspiració immediata per a l'obra.

### Estrena i recepció
La presentació dels tres moviments de 4'33″ va ser oferta per David Tudor el 29 d'agost de 1952, a Woodstock, Nova York, com a part d'un recital de música contemporània per a piano. L'audiència el va veure asseure's al piano i, per assenyalar el començament de la peça, tancar la tapa del teclat. Una mica després, la va obrir lleugerament per assenyalar el final del primer moviment. Aquest procés va ser repetit per al segon i tercer moviment.
La peça ha estat controvertida fins a l'actualitat, i es veu com un desafiament a la mateixa definició de música.
S'ha afirmat que l'obra representa el començament de la música noise (en anglès, "soroll"), en la mesura que aquest tipus de música està creada a partir de sons incidentals o aleatoris que representen la tensió entre sons "desitjables" (notes correctament tocades) i indesitjables (sorolls).

### 4′33″ No. 2
L'any 1962, Cage va escriure 0'00", que a vegades es coneix com a 4'33" No. 2. La composició originalment incloïa solament la frase: "en una situació amb màxima amplificació, interpreti una acció disciplinada". La primera interpretació de l'obra fou l'escriptura d'aquesta frase pel mateix Cage.
La segona interpretació va afegir quatre nous elements qualitatius a la primera indicació: "l'intèrpret hauria de permetre qualsevol interrupció de l'acció, l'acció hauria d'implicar una obligació envers uns altres, la mateixa acció no hauria de ser utilitzada en més d'una interpretació, i no hauria de ser la interpretació d'una composició musical".

### Àudio
- 4'33" en formats MIDI, OGG, Au i WAV.
- 4'33" a "els 100 treballs musicals més importants de la música nord-americana del segle xx" de la National Public Ràdio (format Real Audio)